# Zespół dworski Mostowskich w Warszawie
Zespół dworski Mostowskich, także zespół pałacowo-parkowy Mostowskich lub zespół dworski Tarchomin – zabytek z przełomu XVIII i XIX wieku na terenie parku krajobrazowego nad Wisłą przy ulicy Mehoffera 2 w Tarchominie, na warszawskiej Białołęce.
Należą do niego drewniany dwór z końca XVIII wieku, pałacowa oficyna, budynek gospodarczy i park. Od 1921 własność Warszawskiej Kurii Metropolitalnej, jest siedzibą Wyższego Seminarium Duchownego Diecezji Warszawsko-Praskiej.
W dniu 18 listopada 1829 odbył się tutaj ślub Aleksandra Komara (brata Delfiny Potockiej) i Pelagii Mostowskiej (córki Tadeusza Mostowskiego).

## Dwór

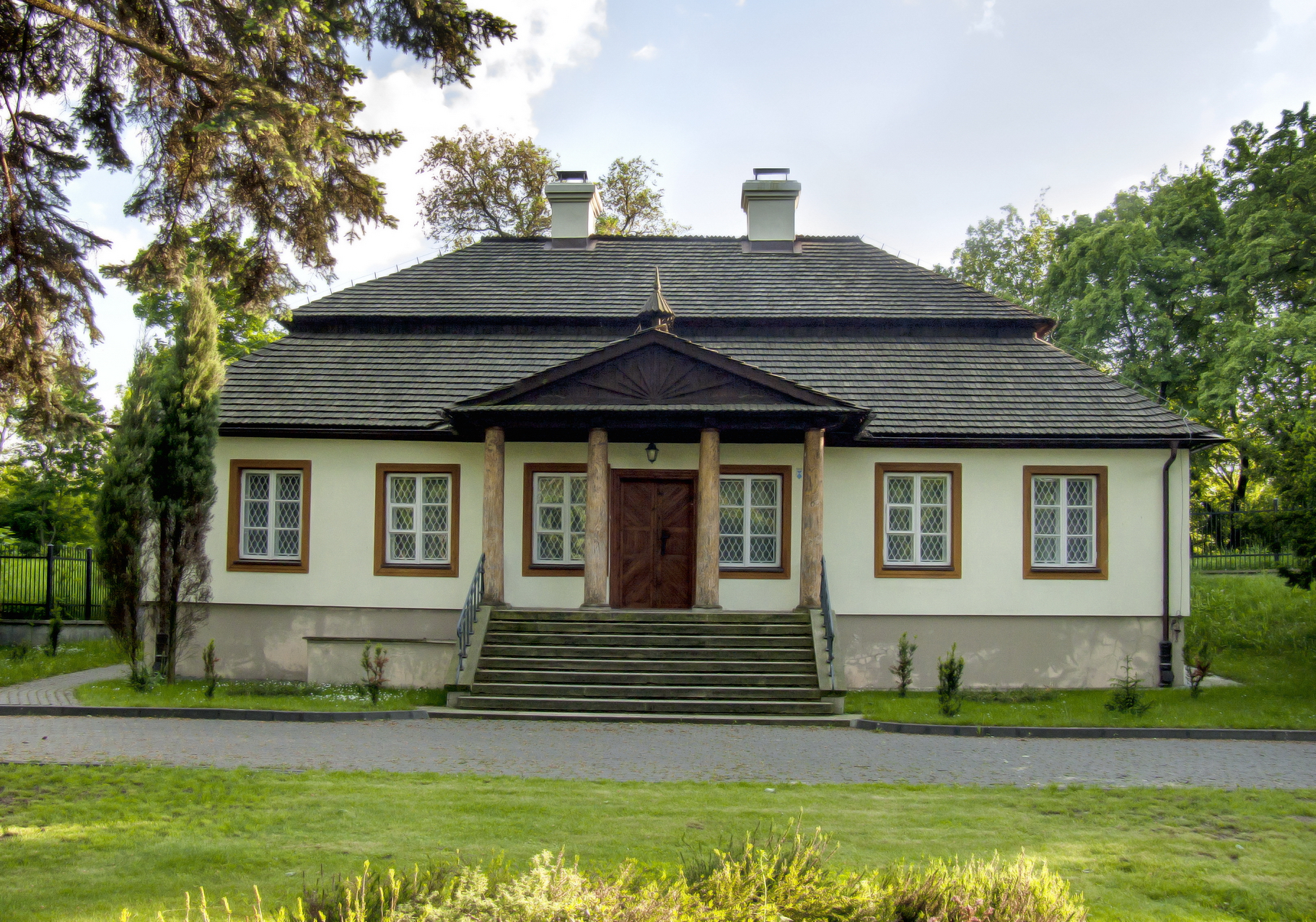
Dwór Mostowskich

Parterowy dwór został zbudowany prawdopodobnie przez Józefa Kantego Ossolińskiego, który kupił majątek w Tarchominie w 1738. Drewniany barokowy budynek ma kryty gontem, charakterystyczny dla polskich dworków, łamany dach. Odwrócony tyłem do Wisły, tuż przy wale przeciwpowodziowym, ozdobiony jest od frontu gankiem wspartym na czterech modrzewiowych kolumnach. Około 1790 kupił go wraz z całym parkiem Tadeusz Antoni Mostowski. Dworek stał się miejscem często odwiedzanym przez hrabiego, ze względu na walory krajobrazowe tego terenu, co przyczyniło się do decyzji o budowie pałacu w Tarchominie. Obecnie budynek jest odrestaurowany i otynkowany.

## Pałac
Mostowski zlecił projekt przyszłej rezydencji Szymonowi Zugowi. Rezydencja nie została jednak ostatecznie ukończona. W latach 1801–1825 zbudowano jedynie oficynę (autorstwo projektu przypisuje się Henrykowi Ittarowi), która swoimi rozmiarami zdominowała stojący obok drewniany dworek. Budowla ma dwie kondygnacje, jest wąska i długa (13-osiowa), skierowana frontową fasadą na południe, urozmaicona w środku czterokolumnowym wgłębnym portykiem. Ma czterospadowy zagospodarowany dach z lukarnami; ściany parteru boniowane. Klasycystyczny budynek jest nazywany pałacem.
Po upadku powstania listopadowego majątek przejął Pawieł Aleksandrowicz Muchanow, przedstawiciel władz zaborczych. Muchanow ożenił się z Józefą z Mostowskich, córką byłego właściciela, która po przymusowym wyjeździe z kraju ojca – powstańca, zarządzała majątkiem w Tarchominie.
Kolejnym właścicielem był Siergiej Siergiejewicz Muchanow, mąż Marii Kalergis, następnym, od 1881 – inżynier dróg i komunikacji Władysław Kisiel-Kiślański pełniący m.in. funkcję szambelana papieża Piusa XI. Fakt ten wpłynął na ostatnią wolę Kisiela-Kiślańskiego, który zapisał swoje tarchomińskie dobra fundacji im. Ojca Świętego Piusa XI. Od 1921 zespół dworski przy Mehoffera należy do Kościoła. Obecnie mieści się tam Wyższe Seminarium Duchowne Diecezji Warszawsko-Praskiej. Budowę seminarium według projektu Leszka Klejnerta rozpoczęto w 1999. Nowy budynek harmonizuje z otoczeniem pałacu i jest z nim połączony szklaną klatką schodową przylegającą do zabytku od północnej strony.

## Obiekty w rejestrze zabytków
- park – nr rejestru: 664/2[2]
- dwór – nr rejestru: 664/3[2]
- oficyna (tzw. pałac) – nr rejestru: 664/4[2]
- budynek administracyjno-gospodarczy – nr rejestru: 664/5[2]